# Reel Big Fish
I Reel Big Fish sono un gruppo ska punk proveniente dalla contea di Orange, California.

## Storia
I Reel Big Fish si formano nel 1992 a Huntington Beach, California. La formazione originaria comprende il frontman Aaron Barrett (voce, chitarra), Dan Regan (trombone), Matt Wong (basso) e numerosi altri musicisti più o meno stabili tra cui Andrew Gonzales (batteria) e Tavis Werts (tromba).
Il primo album, l'autoprodotto "Everything Sucks" (1996), contenente le versioni demo di molte delle canzoni più note, permette alla band di ottenere un certo riconoscimento presso l'ambiente underground e li porta in breve tempo a stipulare il primo contratto discografico con la "Mojo Records"; un sodalizio destinato a durare diversi anni e che permetterà ai Reel Big Fish di raggiungere la notorietà anche a livello internazionale.
Con la partecipazione del nuovo trombettista Scott Klopfenstein, entrato in pianta stabile nel gruppo a partire dal 1995, i Reel Big Fish pubblicano il loro primo vero album di studio: "Turn the Radio Off", datato 1997. L'album permette al gruppo di farsi conoscere non solo agli appassionati del genere ma anche al grande pubblico con singoli come "Sell Out", "Beer" e "She Has a Girlfriend Now", i quali cominciano ad essere passati anche dai canali musicali più generalisti, ad esempio MTV, e permettono ai Reel Big Fish di fare la prima apparizione nelle classifiche ufficiali.
L'album successivo, "Why do They Rock so Hard?" (1998), pur essendo tra i preferiti dai fan, non ottiene un clamoroso successo commerciale, complice la parabola discendente del revival ska tra il pubblico più generalista.
Nel 2002, dopo alcuni cambi di formazione, i Reel Big Fish pubblicano il loro terzo album di studio: "Cheer Up!". In questo lavoro la vena ska viene quasi del tutto abbandonata in favore di sonorità più rock, un cambiamento inaspettato che provoca una vera spaccatura tra i fan. In seguito Barrett dirà di essersi sentito costretto a scrivere canzoni diverse dalle precedenti nel tentativo di rimettere in carreggiata il rapporto, ormai logorato, tra il gruppo e la sua etichetta, la Mojo/Jive Records, da cui poi il gruppo si staccherà dopo la pubblicazione del quarto album, "We're Not Happy ‘Til You're Not Happy", del 2005.
In qualche modo rivitalizzati dalla riconquistata indipendenza, i Reel Big Fish (ora con John Christianson alla tromba e Ryland Steen alla batteria) pubblicano nel 2006 il loro primo (se si eccettua il DVD, "The Show Must Go Off!", del 2003) doppio album dal vivo, "Our Live Album is Better than Your Live Album" e nel 2007 un album, "Monkeys for Nothin' and the Chimps for Free" che riflette il desiderio di tornare alle origini sia con nuove canzoni sia con alcuni rifacimenti di vecchi demo di "Everything Sucks".
Nel giugno dello stesso anno, poco prima della release ufficiale dell'ultimo lavoro, Matt Wong, lo storico bassista della band, annuncia ai fan la decisione di lasciare il gruppo per motivi familiari. Viene sostituito da Derek Gibbs, il quale aveva già collaborato con il frontman Barret in un progetto parallelo intitolato "The Forces Of Evil".
I Reel Big Fish hanno pubblicato il loro ultimo album di studio il 31 luglio 2012, ovvero "Candy Coated Fury".
I Reel Big Fish, durante la loro carriera, hanno partecipato a diverse tappe del Vans Warped Tour, compresa l'ultima edizione del 2008, ed hanno collaborato con svariati gruppi della scena ska-punk statunitense, tra i quali gli Zolof the Rock & Roll Destroyer e i Save Ferris. Particolarmente intensa è anche l'attività live, sia come headliner che a fianco di band quali Less Than Jake e MxPx: il gruppo è infatti impegnato in tour per gran parte dell'anno, con concerti in America, Europa (hanno avuto occasione di passare più volte anche dall'Italia) e Australia.

## Formazione

### Formazione attuale
- Aaron Barrett - chitarra, voce (1992–presente)
- Dan Regan - trombone, voce (1994–presente)
- Scott Klopfenstein - tromba, chitarra, tastiera, voce(1995–2011)
- John Christianson - tromba, voce (2004–presente)
- Ryland Steen - batteria (2005–presente)
- Derek Gibbs - basso (2007–presente)

### Ex componenti
- Ben Guzman - voce (1992-1994)
- Zach Gilltra - tastiera / sintetizzatore (1992-1994)
- Lisa Smith - chitarra (1992-1994)
- Eric Vismantes - tromba (1994)
- Stephan Reed - sassofono (1994)
- Robert Quimby - trombone (1994-1995)
- Adam Polakoff - sassofono (1994-1995)
- Grant Barry - trombone (1995-1998)
- Andrew Gonzales - batteria (1992-1998)
- Tavis Werts - tromba (1994-2001)
- Carlos de la Garza - batteria (1999-2003)
- Tyler Jones - tromba (2001-2004)
- Justin Ferreira - batteria (2003-2005)
- Matt Wong - basso, voce (1992-2007)

## Discografia

### Album di studio
- 1995 - Everything Sucks
- 1996 - Turn the Radio Off
- 1998 - Why Do They Rock So Hard?
- 2002 - Cheer Up!
- 2005 - We're Not Happy 'til You're Not Happy
- 2007 - Monkeys for Nothin' and the Chimps for Free
- 2009 - Fame, Fortune and Fornication
- 2012 - Candy Coated Fury

### Album dal vivo
- 2006 - Our Live Album Is Better Than Your Live Album

### Raccolte
- 2000 - Viva La Internet/Blank CD
- 2002 - Favorite Noise
- 2006 - Greatest Hit...And More
- 2010 - A Best of Us for the Rest of Us

### EP
- 1997 - Keep Your Receipt EP
- 2002 - Sold Out EP
- 2007 - Duet All Night Long (split)

### Split
- 1996 - Teen Beef/Tiger Meat, (con i Goldfinger)

### Singoli
- 1996 - Sell Out
- 1999 - Take on Me
- 2002 - Where Have You Been?
- 2002 - Monkey Man